# Nassauisch-Eppsteinische Fehde
Die Nassauisch-Eppsteinische Fehde war eine Auseinandersetzung von 1280 bis 1283 zwischen dem Haus Nassau und dem Haus Eppstein. Die Fehde entbrannte um das Landgericht Mechtildshausen bei Wiesbaden. Im Zuge dieser Fehde wurde die Stadt Wiesbaden zerstört.
Der genaue Verlauf der Fehde ist unbekannt. Die wichtigste Quelle ist der Friedensvertrag vom 30. August 1283.

## Verlauf
Im Jahr 1255 teilte sich das Haus Nassau in zwei Linien. Graf Walram II. von Nassau (* um 1220; † 24. Januar 1276) erhielt die südlichen Landesteile im Taunus. Die wichtigsten Gebiete waren die Herrschaft Wiesbaden und die Herrschaft Idstein. Walram und sein Sohn Adolf von Nassau, der spätere deutsche König, versuchten diese beiden Herrschaften zu vereinigen. Hierzu versuchten sie, die Rechte des örtlichen Adels zu beschneiden. Diese Politik war besonders für das Haus Eppstein nachteilig. Der Auslöser der Fehde war der Versuch Adolfs, das Landgericht Mechthildhausen vom Haus Eppstein einzuziehen. Das Landgericht Mechthildshausen war Teil des nassauischen Reichslehen Wiesbaden und war von diesem an das Haus Eppstein weiterverlehnt worden.
Gottfried III. von Eppstein (* um 1227, † 1293) nutzte eine Abwesenheit von Graf Adolf von Nassau und griff die Herrschaft Wiesbaden an. Während der Kampfhandlungen wurde die Stadt Wiesbaden erobert und zerstört. Mit ziemlicher Sicherheit hatte Gottfried zuvor die nassauische Burg Sonnenberg erobert. Adolf von Nassau griff daraufhin von der Burg Idstein aus die Burg Eppstein an und zwang Gottfried zum Rückzug aus der Herrschaft Wiesbaden. Vermutlich wurden in der Fehde auch Dörfer geplündert und verheert.
Es kam zu Verhandlungen zwischen beiden Parteien, in denen der Mainzer Erzbischof Werner von Eppstein vermittelte. In einem umfangreichen Vertrag wurden am 30. August 1283 in Aschaffenburg die Rechtsverhältnisse zwischen dem Haus Nassau und dem Haus Eppstein neu geregelt. Durch den neuen Grenzverlauf waren die nassauischen Herrschaften Idstein und Wiesbaden verbunden. Das Haus Nassau musste jedoch Gottfried von Eppstein wieder die meisten der hergebrachten Lehen übertragen. Nach dem Friedensschluss baute das Haus Nassau die Stadt Wiesbaden wieder auf und versah die Stadt mit massiven Befestigungsanlagen. Die Burg Sonnenberg wurde ausgebaut und diente als Residenzburg der walramischen Linie des Hauses Nassau. Gottfried von Eppstein war nach der Fehde hoch verschuldet. Um seine Schulden auszugleichen, musste er die Stadt Braubach an die Grafschaft Katzenelnbogen verpfänden.